# Présidence de Charles de Gaulle
Président de la République française
Présidence de René Coty Présidence de Georges Pompidou
La présidence de Charles de Gaulle commence le 8 janvier 1959, lorsque de Gaulle prend ses fonctions de président de la République au palais de l'Élysée, en succédant à René Coty.
Outre la présidence du Gouvernement provisoire du 1er septembre 1944 à novembre 1945, la présidence Charles de Gaulle dirige six gouvernements successifs, placés sous l'autorité des Premiers ministres Michel Debré, Georges Pompidou et Maurice Couve de Murville.
- Première présidence de Charles de Gaulle (à créer)
- Seconde présidence de Charles de Gaulle (à créer)

## Premier mandat (du8 janvier 1959au8 janvier 1966)

### Charles de Gaulle revient aux affaires en mai 1958 à la faveur des événements d'Alger. Il est appelé à former un gouvernement par le Président de la République; René Cotty.
Il dirige le dernier gouvernement de la IV ème République et doté la France d'une nouvelle Constitution le 4 octobre 1958.  Élu président de la République en novembre 1958, il prend ses fonctions en janvier 1959 et nommé Michel Debre Premier ministre. 

Lors de son investiture le Président sortant a ces mots: " Désormais le premier des Français est le premier en France ".

### Gouvernements
Le chef du gouvernement porte désormais le titre de « Premier ministre », la présidence du Conseil des ministres étant assurée par le président de la République (alors que ses prédécesseurs n'y avaient qu'un rôle de figuration).
- Gouvernement Michel Debré du 9 janvier 1959 au 14 avril 1962 ;
- Gouvernement Georges Pompidou (1) du 14 avril 1962 au 7 décembre 1962 ;

Après le vote d'une motion de censure par l'Assemblée nationale le 5 octobre 1962, le président de la République refusait la démission du gouvernement et dissolvait l'Assemblée. Une nouvelle majorité étant élue, le Premier ministre fut chargé de constituer un nouveau gouvernement, qui obtint la confiance de la nouvelle chambre :
- Gouvernement Georges Pompidou (2) du 7 décembre 1962 au 8 janvier 1966.

Ce deuxième gouvernement Pompidou s'achève avec la fin du mandat de Charles de Gaulle, et après la réélection de ce dernier, le 19 décembre 1965.

## Second mandat (du8 janvier 1966au28 avril 1969)
La modification de la Constitution en 1962 fait que le Président de la République est désormais élu au suffrage universel direct. C'est dans ces conditions que le Général de Gaulle se présente pour un second mandat.
Tout le monde pensait que ce ne serait qu'une formalité et qu'il serait élu au premier tour. La surprise fût donc grande de le voir au soir du scrutin, mis en ballottage par le candidat de gauche François Mitterrand.
Élu au second tour, il confirme Georges Pompidou dans ses fonctions de Premier ministre. 

### Gouvernements
- Gouvernement Georges Pompidou (3) du 8 janvier 1966 au 8 avril 1967 ;

Les élections législatives de mars 1967 sont remportées de justesse par la majorité sortante. Georges Pompidou est chargé de former un nouveau gouvernement :
- Gouvernement Georges Pompidou (4) du 8 avril 1967 au 10 juillet 1968 ;

La crise de mai 1968 ébranle le régime. Elle devient politique et Charles de Gaulle dissout l'Assemblée nationale : les élections législatives sont largement remportées par l'UDR, le parti du Président et de la majorité sortante. Maurice Couve de Murville devient Premier ministre :
- Gouvernement Maurice Couve de Murville du 10 juillet 1968 au 20 juin 1969[1] ;

### Démission
Le président de Gaulle démissionne après le rejet, par référendum, d'une révision de la constitution (qui prévoyait notamment une transformation radicale du rôle du Sénat et du mode d'élection des sénateurs).
Alain Poher, président du Sénat, devient président de la République par intérim (du 28 avril 1969 au 20 juin 1969).